# Centre de congrès et d'expositions de Hong Kong
Le centre de congrès et d'expositions de Hong Kong (香港會議展覽中心) est l'un des deux principaux lieux de congrès et d'exposition de Hong Kong, avec l'AsiaWorld–Expo. Situé dans le quartier de Wan Chai sur l'île de Hong Kong, au bord de Victoria Harbour, il est relié par des passerelles couvertes aux hôtels et bâtiments commerciaux à proximité. Le bâtiment est une création de Skidmore, Owings and Merrill, en association avec Wong & Ouyang (en). L'architecte Larry Oltmanns (en) a dirigé la conception en tant que partenaire.

## Construction
Le centre est construit sur des terres gagnées sur la mer à côté de Gloucester Road (zh-yue) en 1988. La façade de verre est la plus grande du monde à l'époque, surplombant Victoria Harbour sur trois côtés.
La deuxième phase de construction du centre, située sur une île artificielle, est effectuée de 1994 à 1997, et présente un toit en forme d'oiseau (également appelé « tortue » par certains critiques). Le projet n'a pris que 48 mois entre la création de terre-pleins et l'achèvement. Le principal constructeur de l'extension est une co-entreprise nommée Hip Hing Construction Dragages et Travaux Publics. À l'origine, la phase deux devait être reliée à la phase une avec un atrium (un pont aérien) et à Convention Road avec deux ponts routiers, mais aujourd'hui les deux phases sont reliées par un hall d'exposition agrandi.
La construction du complexe est financée par New World Development, avec le Renaissance Harbour View Hotel, le Grand Hyatt Hong Kong (en) et les appartements Harbour View.
Le bâtiment bénéficie d'une deuxième expansion construite de 2006 à 2009. À la fin, cette expansion de 1,4 milliard HK$ ajoute 19 400 m², portant l'espace total d'exposition à près de 83 000 m² et l'espace total de fonction louable à plus de 92 000 m².

## Gestion
La Hong Kong Convention and Exhibition Centre (Management) Limited (HML), une filiale en propriété exclusive de NWS Holdings Ltd, est engagée par le conseil de développement du commerce de Hong Kong pour la gestion et l'exploitation quotidiennes du centre. Les responsabilités des 850 membres du personnel comprennent l'administration, le marketing, la réservation, la planification, la coordination des événements, la maintenance, la sécurité et les opérations de restauration. Ces-dernières comprenant les banquets et la gestion des restaurants du centre. La directrice générale de l'entreprise est Monica Lee-Müller.
Il y a eu des commentaires selon lesquels la direction du centre aurait accordé un traitement préférentiel à certains clients en ce qui concerne les dates de réservation. Cliff Wallace nie ces allégations lors d'une réunion avec les conseillers législatifs lors de la session 2003-2004. Il déclare que son entreprise n'offre pas de traitement préférentiel, que les dates sont proposées selon le principe du « premier arrivé, premier servi » et que les pratiques standard de l'industrie sont appliquées en ce qui concerne la réservation et la programmation au centre, comme l'exige l'accord d'exploitation avec le conseil de développement du commerce.

## Chiffres sur les installations de convention
- 5 halls d'exposition : 53 292 m²
- 2 salles de congrès : 5 699 m², 6 100 places assises totales
- 2 salles : 800 m², 1 000 places assises totales
- 52 salles de réunion : 6 004 m²
- Surfaces pré-fonctionnelles : 8 000 m²
- 7 restaurants: 1 870 places assises totales
- Centre d'affaires : 150 m²
- Parking pour 1 300 voitures et 60 camionnettes
- Surface totale disponible en location : 92 061 m²
- Capacité : 140 000 visiteurs par jour

## Fonctions exercées sur le site
De nombreuses fonctions sont organisées au centre chaque année, notamment des expositions, des conventions/réunions, des banquets, la Foire du livre de Hong Kong (en) et d'autres événements spéciaux.
Le centre accueille chaque année plus de 45 salons internationaux pour des acheteurs de plus de 100 pays, y compris le plus grand salon du cuir au monde et le salon de l'horlogerie. Les foires internationales régulières pour les cadeaux, les jouets, la mode, les bijoux, l'électronique et les produits optiques sont les plus importantes d'Asie.
En outre, le centre accueille l'exposition cinématographique annuelle CineAsia où tous les grands studios hollywoodiens présentent leurs prochaines productions à l'industrie cinématographique asiatique.
Le centre comprend également des dispositions pour la vidéoconférence, la téléconférence, les liaisons par satellite, la traduction simultanée jusqu'à huit langues, l'équipement audiovisuel, l'espace d'inscription dans l'atrium et la signalisation de l'événement.
Il a également accueilli la cérémonie de rétrocession de Hong Kong (en) en 1997, qui a marqué la fin de la domination britannique.
La sixième conférence ministérielle de l'Organisation mondiale du commerce s'est tenue au centre du 13 au 18 décembre 2005. Le centre des ONG était situé dans la « Phase I » du bâtiment. C'est la première fois qu'une conférence ministérielle de l'OMC et le centre des ONG étaient situés sous le même toit que les travaux de la conférence.

## Accès
Situé sur la rive nord de l'île de Hong Kong, le centre est facilement accessible via le Star Ferry, dont l'embacardère de Wan Chai (en) est situé juste à l'est du bâtiment principal et opère depuis le bâtiment à travers Victoria Harbour jusqu'à l'embarcadère de Tsim Sha Tsui, situé à côté du centre culturel de Hong Kong.
La station de métro Wan Chai de la ligne Island est accessible à pied et est reliée au centre via une passerelle au-dessus de O'Brien Road. La station Exhibition Centre (en) sur la section transversale du port de la ligne Sha Tin to Central Link (en) et le projet de la ligne North Island (en) seront directement situées sous le centre.
De plus, le bâtiment est desservi par de nombreuses lignes de bus exploitées par New World First Bus, ainsi que d'autres conjointement avec Kowloon Motor Bus (en).

## Dans la culture populaire
- Au cours de la campagne chinoise du jeu vidéo Command and Conquer: Generals de 2003, le joueur reçoit l'ordre de détruire le centre après qu'il soit tombé sous le contrôle d'un groupe terroriste fictif, l'Armée de libération mondiale. La série de jeux est interdite en Chine[3].
- C'est sur son toit qu'ont lieu les scènes finales des films New Police Story (2004), avec Jackie Chan, et Gen-X Cops (1999).
- Le bâtiment joue un rôle majeur dans le film Transformers : L'Âge de l'extinction (2014), quand un vaisseau Decepticon est vu en train de le détruire par le haut[4].

## Galerie

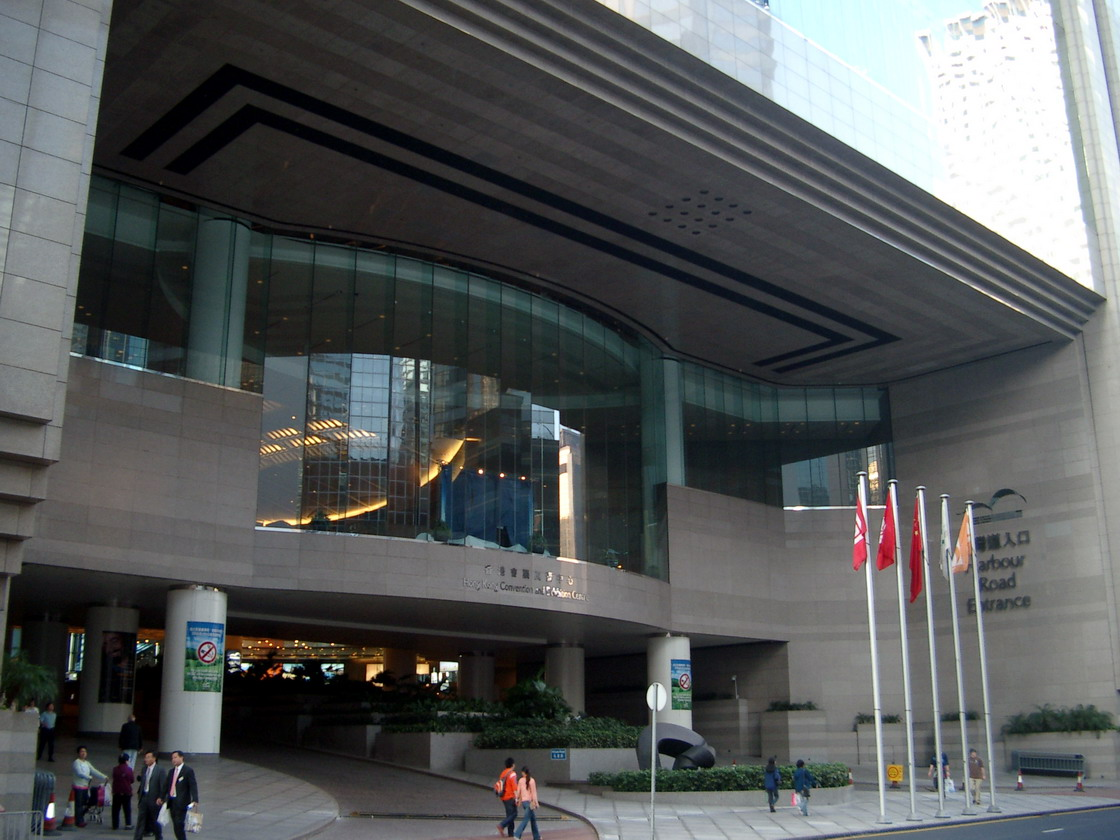
Entrée du centre.
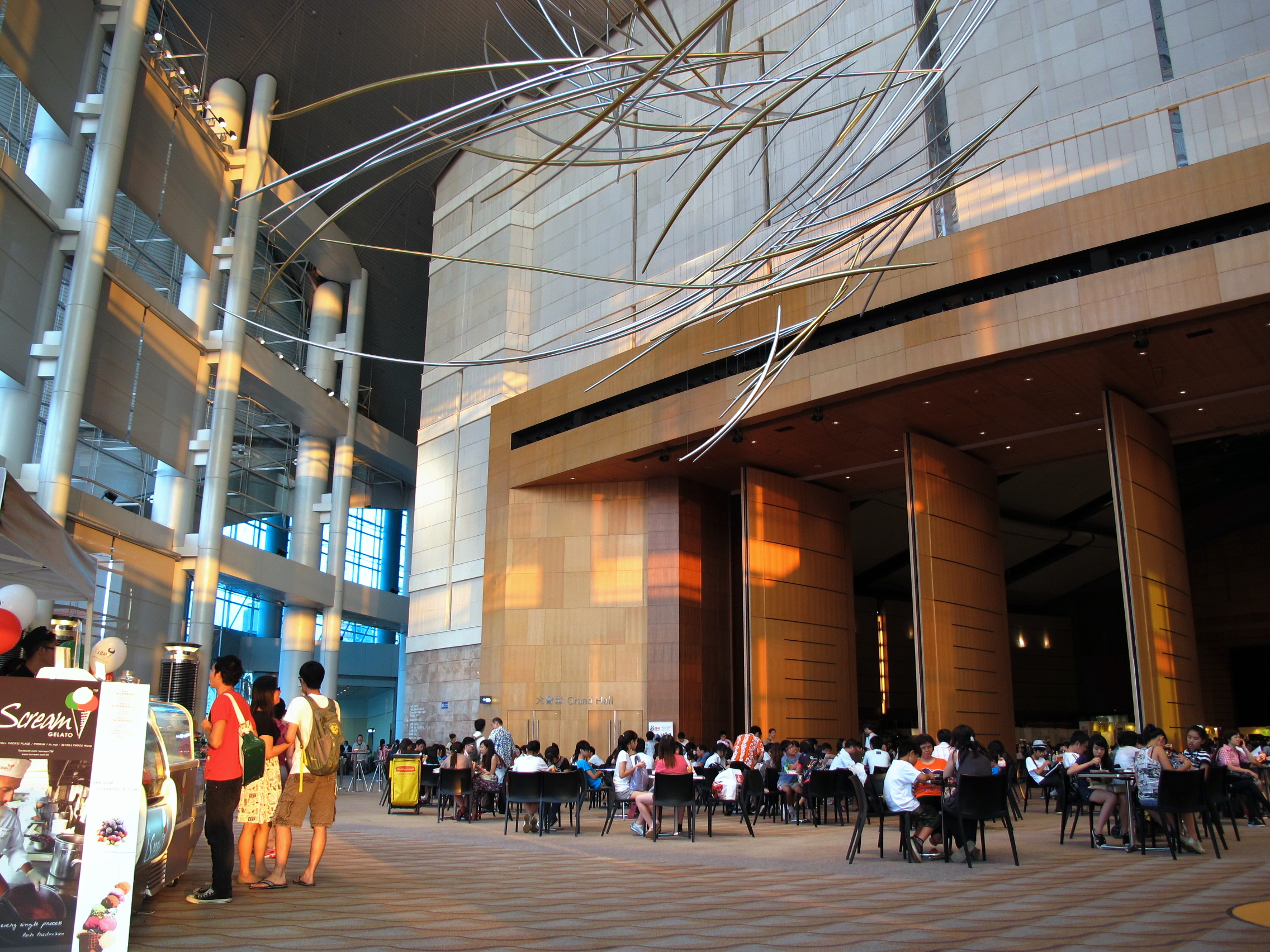
Grand hall intérieur.
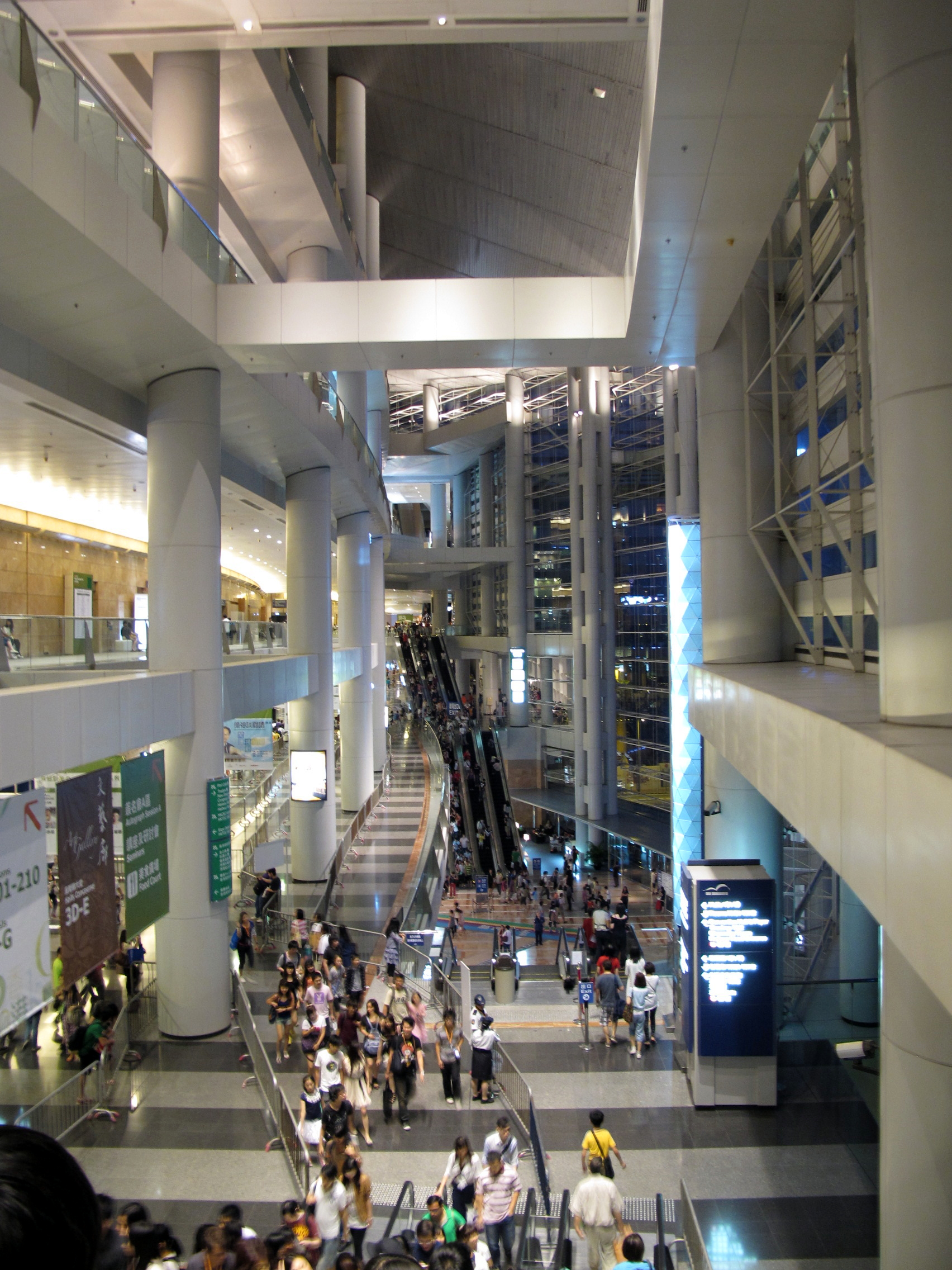
L'atrium.
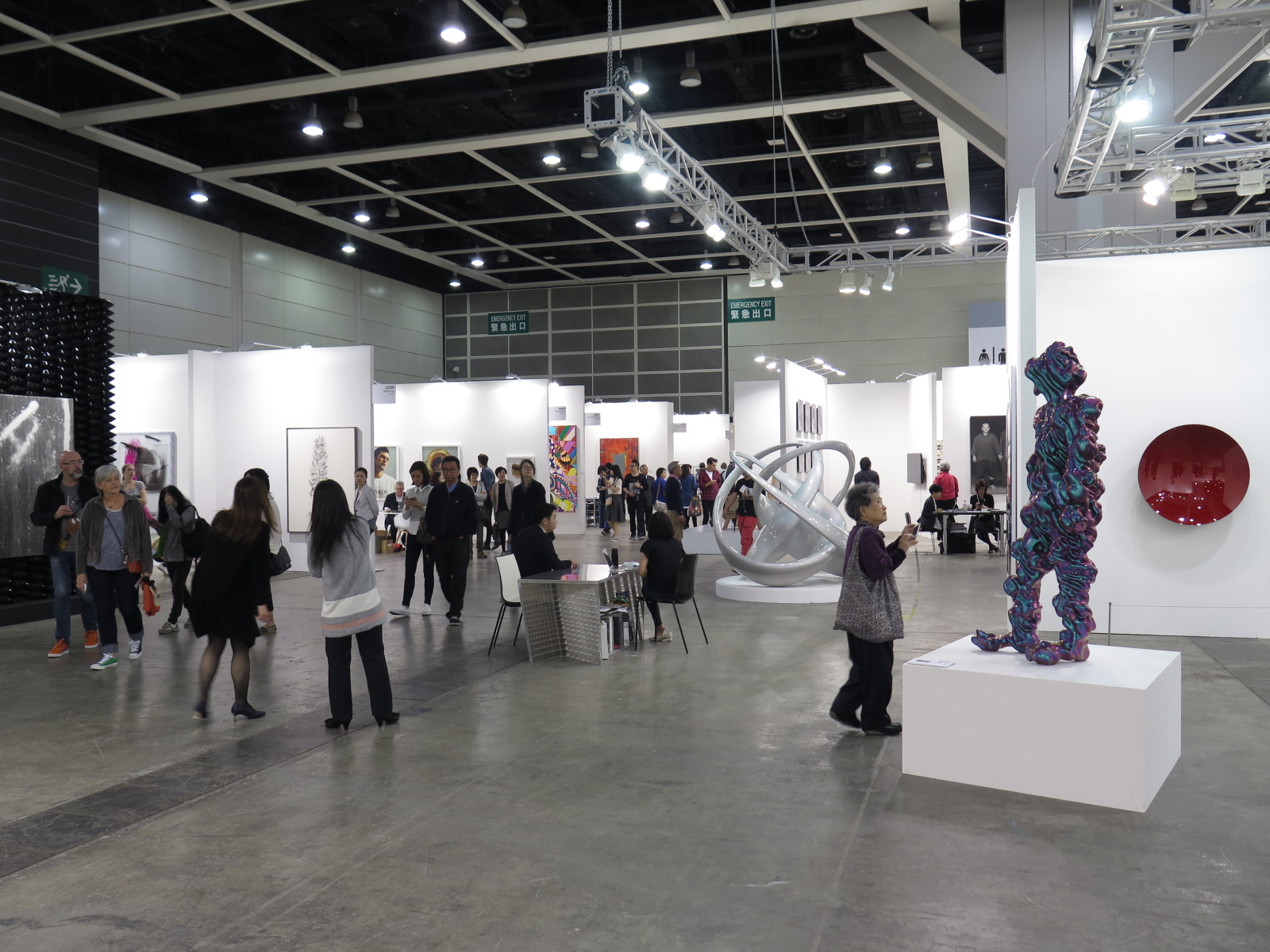
Exposition Art Basel au centre en mars 2015.